# Quartinia waterstoni
Quartinia waterstoni är en stekelart som beskrevs av Schulthess 1929. Quartinia waterstoni ingår i släktet Quartinia och familjen Masaridae. Inga underarter finns listade i Catalogue of Life.